# Lemniskata

Exempel på olika lemniskator.

En lemniskata (även oändlighetssymbol eller oändlighetstecken) (∞) är en symbol som ser ut som en liggande åtta. Inom matematik används den ofta som symbol för oändligheten. Inom mysticism kan den representera Ouroboros.
I algebraisk geometri betecknar lemniskata vissa plana kurvor, framför allt Bernoullis lemniskata som har egenskapen att produkten av avstånden från en godtycklig punkt på kurvan till två givna punkter på avståndet 2a från varandra är lika med a2. Den är fotpunktskurva till den liksidiga hyperbeln och har i polära koordinater ekvationen r2 = 2a2 ⋅ cos2ν , där cos2v ≥ 0.